# Benedicto de Saboya
Benedicto de Saboya (Venaria Reale, 21 de junio de 1741 - Roma, 4 de enero de 1806), príncipe de Saboya y Duque de Chablais, hijo del rey Carlos Manuel III de Cerdeña y de su tercera esposa la princesa Isabel Teresa de Lorena. Era primo hermano de la reina María Antonieta. Se casó con su sobrina, María Ana de Saboya y no tuvieron hijos, pero tenía una distinguida carrera militar.

## Primeros años
Nació en el Castillo de Venaria, hijo menor del rey Carlos Manuel III de Cerdeña y de su tercera esposa Isabel Teresa de Lorena (hermana del emperador Francisco I). No conoció a su madre, ya que murió poco después de dar a luz por complicaciones en el parto. Fue nombrado en honor al papa Benedicto XIV, que se convirtió en Papa el año antes de su nacimiento.

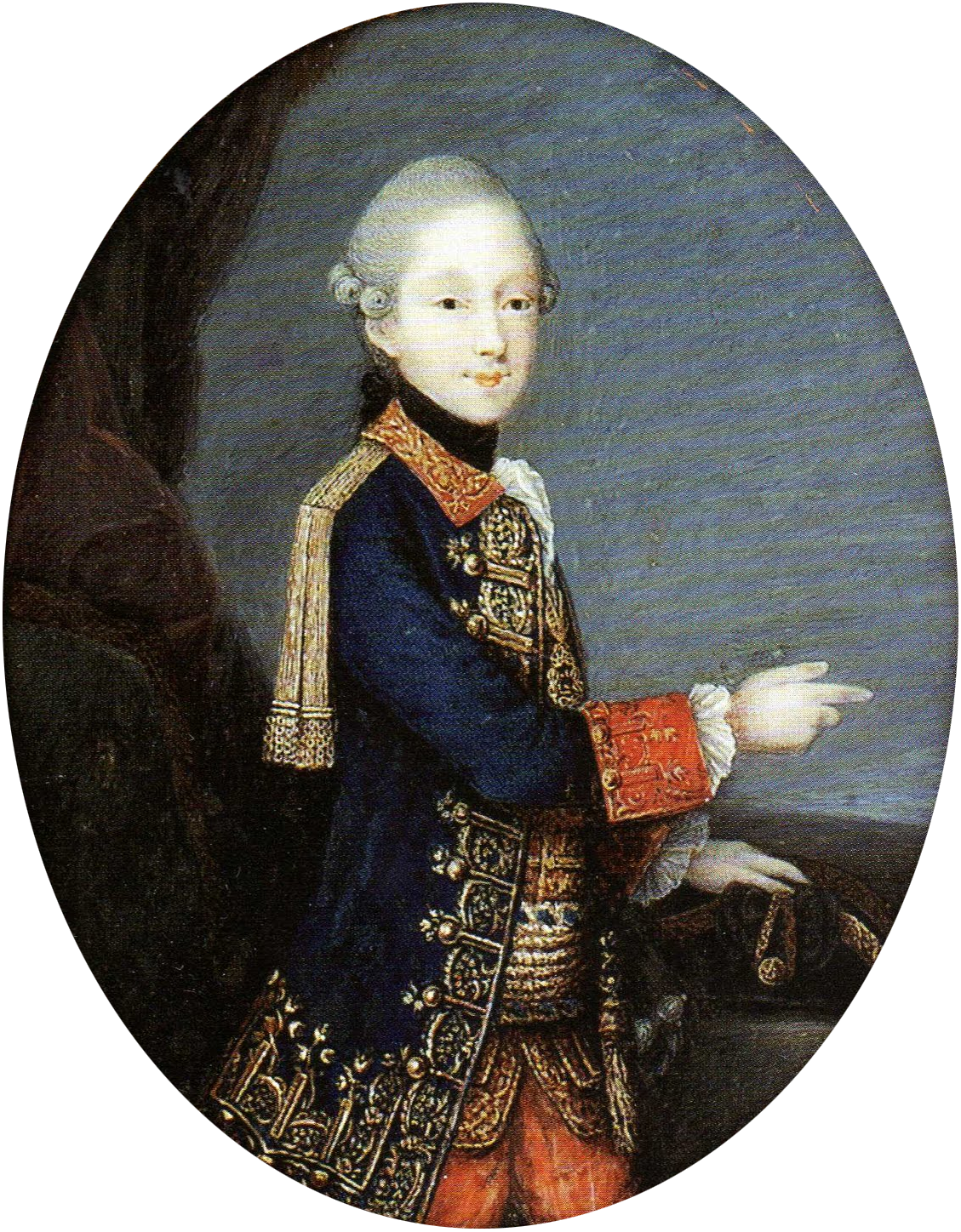
Benedicto a los trece años.

Conocido alternativamente como Benedicto o Mauricio, fue el tercero en la línea de sucesión al trono de Cerdeña detrás de su medio hermano mayor Víctor Amadeo III, duque de Saboya y del príncipe Carlos Francisco su único hermano fraternal que luego murió en la infancia. Debido a que tanto él como su hermana mayor completa murieron en la infancia, el fue el único hijo sobreviviente del matrimonio de sus padres.

## Matrimonio
Su tío el emperador Francisco I, le tenía un gran cariño y propuso que se casará con su hija la archiduquesa María Cristina, pero el matrimonio entre los dos nunca se materializó. El emperador quería el matrimonio para fomentar los lazos entre la Casa de Lorena y la Casa de Habsburgo.
En 1761, el abad francés Jérôme Richard, de paso por Turín, lo conoció, cuando tenía veinte años. Después de la reunión comentó:
"[...] A menos que algún día tenga grandes talentos y sirva brillantemente en los ejércitos de alguna potencia extranjera, siempre llevará una vida oscura y retraída en Turín".
El destino demostró sustancialmente que el abad Richard tenía razón.
Terminó casándose con su sobrina María Ana de Saboya en el Palacio Real de Turín el 19 de marzo de 1775. María Ana era la sexta hija de su hermano mayor, Víctor Amadeo III, y de su esposa María Antonieta de España. El matrimonio no tuvo hijos, probablemente debido a la gran consanguinidad entre ellos, pero fue feliz.

## Carrera militar
Era conocido por ser un buen soldado, a quién se le dio el control del Ejército Italiano, para contener las tropas francesas y con la intención de restaurar la monarquía en Francia después de la ejecución de Luis XVI en 1793. También formó parte de la Batalla de Loano.
Murió en Roma, a los 66 años de edad y fue enterrado en la iglesia de San Nicolo dei Cesarini, posteriormente, se le trasladó a la Basílica de Superga en Turín. A su muerte el título de duque de Chablais volvió a la corona. 